# 光リン酸化

科学者のチャールズ・バーンズは、1893年に最初に「光合成」という言葉を使用しました。この言葉はギリシャ語の2つの言葉、光を意味するphotosと、化学ではより単純な物質を組み合わせて物質を作ることを意味するsynthesisから取られています。したがって、光の存在下での食物の合成は「光合成」と呼ばれます。チラコイド膜での光合成の光依存性反応による非循環的光リン酸化

光リン酸化（こうりんさんか、 英語: Photophosphorylation）は、光合成反応の一部として行われるリン酸化の一種。葉緑体チラコイド膜などへの光照射による葉緑素の励起と、水の分解によって生じる水素および電子が葉緑体中の電子伝達系に関与し、アデノシン三リン酸（ATP）が合成される。